# Ковыльное (Калмыкия)
Ковыльное (до 1949 года - Кюкин-Сала) — исчезнувшее село в Городовиковском районе Калмыкии. Находилось на территории современного Дружненского СМО. Располагалось в 6 км к востоку от села Дружное (Фриденталь).

## История
Дата основания не установлена. Село относилось ко 2-му Ики-Тугтуновскому сельсовету.
Летом 1942 года село Кюкин-Сала , как и другие населённые пункты Западного района (улуса) Калмыцкой АССР, было оккупировано. Освобождено в январе 1943 года. 
28 декабря 1943 года калмыцкое население было депортировано. После ликвидации Калмыцкой АССР село было включено в состав Западного района Ростовской области. В августе 1949 года хутор Кюкин-Сала Ики-Тугтуновского сельсовета был переименован в село Ковыльное Веселовского сельсовета. Возвращено вновь образованной Калмыцкой автономной области в январе 1957 года (с 1958 года - Калмыцкая АССР).
Дата упразднения не установлена.